# A Star Is Born (film, 2018)
A Star Is Born är en amerikansk musikalisk dramafilm från 2018, producerad och regisserad av Bradley Cooper. Cooper skrev manuset tillsammans med Eric Roth och Will Fetters. Huvudrollerna spelas av  Bradley Cooper, Lady Gaga, Andrew Dice Clay, Dave Chappelle och Sam Elliott.
Filmen är den tredje nyinspelningen av dramafilmen Hollywood (med Janet Gaynor och Fredric March i rollerna) från 1937. Den första nyinspelningen var en musikal som hade premiär 1954 med titeln En stjärna föds (med Judy Garland och James Mason i rollerna) vilken i sin tur 1976 gjordes om till en rockmusikal (med Barbra Streisand och Kris Kristofferson i rollerna).
På Oscarsgalan 2019 fick filmen åtta nomineringar för bl.a. Bästa film, Bästa manliga huvudroll till Bradley Cooper, Bästa kvinnliga huvudroll till Lady Gaga, Bästa manliga biroll till Sam Elliott, Bästa manus efter förlaga, Bästa foto och Bästa ljud. Den vann för Bästa sång ("Shallow"). 

## Handling
Efter en spelning i Kalifornien slår sig den kända alkoholiserade artisten Jackson "Jack" Maine ner på en bar där han träffar och blir kär i den unga vackra barsångerskan Ally Campana. Jack lyckas övertala Ally att sjunga tillsammans med honom på scen, och hon blir genast en sensation. Men alltmedan Allys karriär bara stiger och Jacks alkoholmissbruk bara blir värre och värre, glider Ally och Jack mer och mer ifrån varandra.  

## Rollista
- Lady Gaga − Ally Campana[7]/Ally Maine
- Bradley Cooper − Jackson "Jack" Maine
- Sam Elliott − Bobby Maine
- Andrew Dice Clay − Lorenzo Campana
- Rafi Gavron − Rez Gavron
- Anthony Ramos − Ramon
- Dave Chappelle − George "Noodles" Stone
- Barry Shabaka Henley – Little Feet
- Michael D. Roberts – Matty
- Michael Harney − Wolfie
- Rebecca Field  − Gail
- Greg Grunberg − Phil, Jacksons chaufför
- Eddie Griffin – Pastor
- Ron Rifkin – Carl
- Lukas Nelson & Promise of the Real − Jacksons band
- Shangela Laquifa Wadley − Drag Bar Emcee, cameo
- Willam Belli − Emerald, cameo
- Ashley "Halsey" Frangipane − Sig själv (musikprispresentatör), cameo
- Alec Baldwin − Sig själv, cameo[8]
- Marlon Williams – Sig själv, cameo
- Brandi Carlile – Sig själv, cameo
- Don Roy King – Sig själv, cameo

## Produktion och mottagande
Planeringen för en tredje nyinspelning av Skandal i Hollywood började 2011 med Clint Eastwood som regissör och Beyoncé som skådespelare. Filmen hamnade i flera år i produktionshelvete där olika skådespelare ville vara delaktiga i filmen, inklusive Christian Bale, Leonardo DiCaprio, Will Smith, Johnny Depp och Tom Cruise. I mars 2016 gick Cooper med i projektet som skådespelare och regissör, och Lady Gaga lades till i rollistan i augusti 2016. Filminspelningen inleddes på Coachella Valley Music and Arts Festival i april 2017.
A Star Is Born hade biopremiär på filmfestivalen i Venedig den 31 augusti 2018 och släpptes i USA och Sverige den 5 oktober 2018 av Warner Bros. Filmen fick ett översvallande positivt mottagande av recensenterna, vilka berömde Coopers, Gagas och Sam Elliotts skådespeleri, Coopers regi, manuset, fotot och musiken.